# Bouaichoune
Bouaichoune est une commune de la wilaya de Médéa en Algérie.

## Géographie
La commune est située dans le tell central algérien dans l'Atlas tellien dans les monts de Dahra à l'ouest de Chelif à proximité du Barrage Ghrib entre les wilayas de Médéa et d'Aïn Defla à environ 98 km au sud-ouest d'Alger et à 32 km au sud de Médéa et à environ 60 km au sud-ouest de Blida et à 18 km à l'ouest de Berrouaghia  et à 62 km à l'est d'Aïn Defla et à 58 km au sud-est de Tipaza.
|                                                   | Hannacha     | Oued Harbil                  |
| {Oued Chorfa(Wilaya de Aïn Defla)} , Ouled Hellal | Bouaichoune  | Si Mahdjoub , Ouled Bouachra |
|                                                   | Ouled Hellal |                              |